# Torneios nacionais que antecederam a Taça Brasil de Futebol
Este verbete apresenta as duas competições nacionais e oficiais entre clubes que antecederam à Taça Brasil de Futebol, sendo estas, o Campeonato Brasileiro de Clubes Campeões de 1920 (CBD) e o Torneio dos Campeões de 1937 (FBF), conforme a Lista de campeões do futebol do Brasil.
Sãos duas competições distintas (e não duas edições de uma mesma competição), mas que possuíam o mesmo intento: desafio entre campeões estaduais. A Taça Brasil de Futebol (1959 a 1968), que reunia a maioria dos vencedores estaduais do país, possuiu abrangência diversa das competições citadas, possuindo 16 times em sua edição inaugural e 23 na última.
A disputa de 1920 foi organizada pela Confederação Brasileira de Desportos (CBD), ainda na fase amadora. Já em 1937, a Federação Brasileira de Futebol (FBF), instituição então rival da CBD e defensora da profissionalização, organizou uma competição semelhante, mas de natureza profissional. Esta última foi oficializada como primeira edição do Campeonato Brasileiro, pela CBF, em 2023, ganhando o mesmo reconhecimento dado à Taça Brasil e ao Torneio Roberto Gomes Pedrosa/Taça de Prata em 2010. Foram as duas primeiras competições oficiais de nível nacional do futebol brasileiro entre clubes. O Campeonato Brasileiro de Seleções Estaduais foi jogado 30 vezes, entre 1922 e 1987, com 27 edições antes de 1959.
Em 1920, disputou-se um triangular de turno único, com todos os 3 jogos acontecendo no Estádio das Laranjeiras, Rio de Janeiro. Em 1937, teve-se duas preliminares de jogo único e a fase principal foi um quadrangular de dois turnos (ida e volta), somando 14 jogos.
Quando da unificação de 2023, parte da imprensa entendeu, erroneamente, que tratavam-se de edições de uma só competição, também associando as duas à Copa Minas de 1967, torneio amistoso da Federação Mineira de Futebol, vencido pelo Bangu (sendo também a nona e última edição do Torneio Quadrangular de Belo Horizonte, estreado em 1948). Ainda, foi citada uma suposta taça entre Botafogo e Pelotas, em 1931, que em verdade foi um simples amistoso (vencido pelo time carioca), entre times que na ocasião, coincidentemente, eram vencedores estaduais. Assim, nunca existiu uma única "Copa dos Campeões Estaduais". As reportagens que "unificaram" estas diferentes competições ignoraram a organização, sistema, oficialidade e contexto histórico de cada uma, além da diferença de tempo entre cada, levando em conta apenas a similaridade de que jogaram campeões estaduais.
Torneios classificados como regionais (abaixo do nível nacional e acima do estadual), oficiais ou amistosos, mesmo que tenham tido campeões estaduais, não serão objetos deste verbete.

## Campeonato Brasileiro de Clubes Campeões de 1920 (CBD; amador)

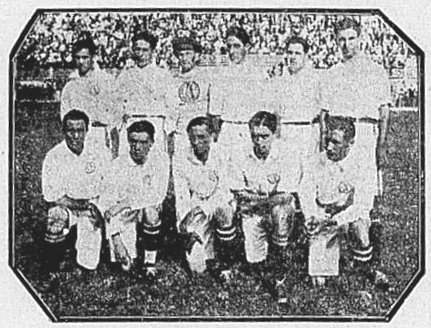
"O quadro do C.A. Paulistano, vencedor do Fluminense"
Jornal do Brasil, 29 de março de 1920

Em pleno amadorismo, surgiu uma das primeiras experiências de se organizar um campeonato a nível Interestadual, pela CBD (atual CBF), em 1920. Ela precisava montar uma Seleção Brasileira para o Campeonato Sul-Americano no Chile em 1920. Segundo reportagem da Placar (1976), a competição se chamava "Campeonato Brasileiro de Clubes Campeões". Atualmente, referenciado pela imprensa como Copa dos Campeões ou Torneio dos Campeões.
O jornal O Paiz, de 1° de Abril de 1920, publicou uma nota da CBD sobre "o campeão do Brasil": "Os jogos interestaduaes que estão se realizando por iniciativa da Confederação Brazileira não constituem de forma alguma o Campeonato do Brazil".
Foram chamados os campeões estaduais de 1919 dos Estados de São Paulo, Rio de Janeiro, então Distrito Federal, e Rio Grande do Sul:
- Fluminense
- Paulistano
- Brasil de Pelotas

### Classificação final
| Triangular final | Triangular final  | Triangular final | Triangular final | Triangular final | Triangular final | Triangular final | Triangular final | Triangular final | Triangular final | Triangular final |
| Times            | Times             | Pts              | J                | V                | E                | D                | GP               | GC               | SG               |                  |
| ---------------- | ----------------- | ---------------- | ---------------- | ---------------- | ---------------- | ---------------- | ---------------- | ---------------- | ---------------- | ---------------- |
| 1º               | Paulistano        | 4                | 2                | 2                | 0                | 0                | 11               | 4                | +7               |                  |
| 2º               | Fluminense        | 2                | 2                | 1                | 0                | 1                | 7                | 6                | +1               |                  |
| 3º               | Brasil de Pelotas | 0                | 2                | 0                | 0                | 2                | 5                | 13               | -8               |                  |

## Torneio dos Campeões de 1937 (FBF; profissional)

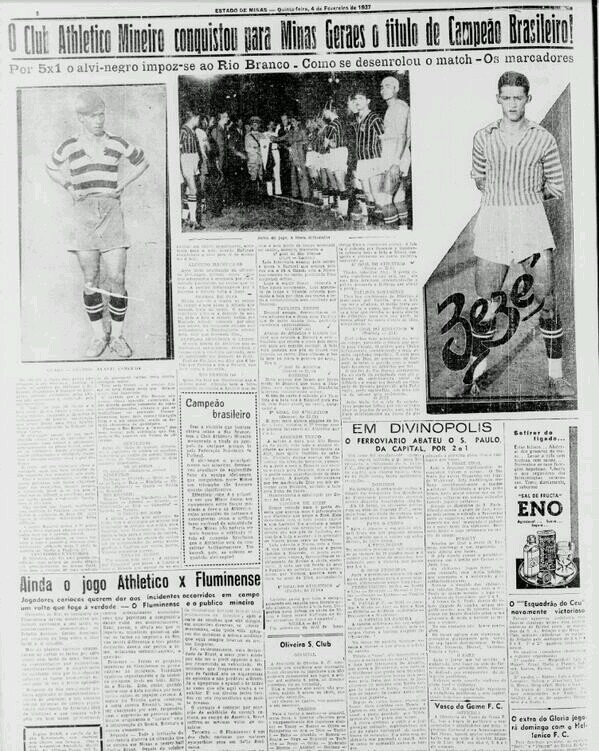
"O Clube Atlético Mineiro conquistou para Minas Gerais o título de Campeão Brasileiro"
Estado de Minas, 4 de fevereiro de 1937

Em 1937, a FBF, então rival da CBD, organizou um torneio semelhante, entre os campeões das ligas estaduais filiadas, já de caráter profissional. Esta competição, igualmente ao torneio da CBD, não teve continuação nos anos seguintes. Em 1938, a FBF pacificou-se com a CBD, sendo incorporada. Em 1941, foi extinta e seus atos ratificados pela CBD.
Em dezembro de 2021, o Atlético-MG demonstrou interesse em ter a Copa dos Campeões de 1937 como equivalente ao Brasileirão, mas não fez um pedido formal ainda naquele ano.
Em 25 de agosto de 2023, a CBF oficializou o torneio como a primeira edição do Campeonato Brasileiro.
Foram os participantes:
| - Atlético Mineiro - Fluminense - Portuguesa - Rio Branco - Aliança * - Liga da Marinha * |

(*) Eliminados nas fases preliminares: o Aliança pela Liga da Marinha e esta pelo Rio Branco.

### Quadrangular final
| Grupo final | Grupo final      | Grupo final | Grupo final | Grupo final | Grupo final | Grupo final | Grupo final | Grupo final | Grupo final | Grupo final |
| Times       | Times            | Pts         | J           | V           | E           | D           | GP          | GC          | SG          |             |
| ----------- | ---------------- | ----------- | ----------- | ----------- | ----------- | ----------- | ----------- | ----------- | ----------- | ----------- |
| 1º          | Atlético Mineiro | 9           | 6           | 4           | 1           | 1           | 18          | 11          | +7          |             |
| 2º          | Fluminense       | 6           | 6           | 3           | 0           | 3           | 22          | 16          | +6          |             |
| 3º          | Rio Branco       | 5           | 6           | 2           | 1           | 3           | 11          | 20          | -9          |             |
| 4º          | Portuguesa       | 4           | 6           | 2           | 0           | 4           | 14          | 18          | -4          |             |

## Campeões
| Ano  | Competição                          | Sistema      | Org. | Campeão          | Vice-campeão | Terceiro lugar    | Quarto lugar              |                           |
| ---- | ----------------------------------- | ------------ | ---- | ---------------- | ------------ | ----------------- | ------------------------- | ------------------------- |
| 1920 | Camp. Brasileiro de Clubes Campeões | Amador       | CBD  | Paulistano       | Fluminense   | Brasil de Pelotas | Apenas três participantes | Apenas três participantes |
| 1937 | Torneio dos Campeões                | Profissional | FBF  | Atlético Mineiro | Fluminense   | Rio Branco        | Portuguesa                |                           |